# 1648 год в науке
В 1648 году произошли различные научные и технологические события, некоторые из которых представлены ниже.

## События
- (Июнь—сентябрь) Семён Дежнёв первым из европейцев прошёл через Берингов пролив[1].
- Ойратский просветитель, буддийский монах Зая-Пандита разработал на основе старомонгольского письма новый алфавит, названный «Тодо-бичиг» (ясное письмо). Новый алфавит был ближе к произношению, а также упрощал записи санскритских и тибетских заимствований, широко использовавшихся в религиозных текстах. Тодо-бичиг получил широкое распространение среди ойрат-монголов, включая калмыков, поддерживается в Юникоде.

## Публикации
- Посмертно издан сборник трудов Ян Баптиста ван Гельмонта «Ortus medicinae, vel opera et opuscula omnia». Сборник отражает переходный период от алхимии к научной химии, содержит результаты многочисленных экспериментов, а также одну из первых версий Закона сохранения массы[2].

## Родились
См. также: Категория:Родившиеся в 1648 году
- 15 декабря — Грегори Кинг, английский статистик (умер в 1712 году).
- (? возможно, 1668 год ) — Джозеф Рафсон, английский математик, автор улучшенной версии метода Ньютона (умер около 1715 года).

## Скончались
См. также: Категория:Умершие в 1648 году
- 1 сентября — Марен Мерсенн, французский математик (род. в 1588 году).
- 3 ноября — Джон Бейнбридж, английский астроном (род. в 1582 году).